# جيمس كاميرون (لاعب كريكت زيمبابوي)
جيمس كاميرون (31 يناير 1986 بهراري في زيمبابوي - ) (بالإنجليزية: James Cameron)‏ هو لاعب كريكت زيمبابوي. لعب مع نادي مقاطعة ورسسترشاير للكريكيت ‏.

## وصلات خارجية
- جيمس كاميرون على موقع إي آس بي آن كريك إنفو (الإنجليزية)